# الخروف (الظهار)

تعديل مصدري - تعديل

الخروف محلة تابعة لقرية منزل قاصد، التابعة لعزلة انامر بمديرية الظهار إحدى مديريات محافظة إب في الجمهورية اليمنية.، بلغ تعداد سكانها 138 حسب تعداد اليمن لعام 2004.